# Erste Liga (Kasachstan) 1997
Die Erste Liga 1997 war nach einjähriger Pause die dritte professionelle Spielzeit der zweithöchsten kasachischen Spielklasse im Fußball der Männer.

## Modus
Die neun Vereine waren in drei Gruppen zu je drei Mannschaften aufgeteilt. Diese spielten jeweils zweimal gegeneinander. Die besten zwei Vereine qualifizierten sich für die Aufstiegsrunde, in der jedes Team einmal gegen die anderen antrat. Aufgestiegen waren Uralez Uralsk und Nascha Kampanija Aqmola.

## Zone West
Die Spiele fanden in Uralsk statt.
| Pl. | Verein                 | Sp. | S | U | N | Tore    | Diff. | Punkte |
| --- | ---------------------- | --- | - | - | - | ------- | ----- | ------ |
| 1.  | Ferro Aqtöbe           | 4   | 3 | 1 | 0 | 010:100 | +9    | 10     |
| 2.  | Uralez Uralsk          | 4   | 2 | 1 | 1 | 006:200 | +4    | 07     |
| 3.  | Qaisar-Schas Qysylorda | 4   | 0 | 0 | 4 | 001:140 | −13   | 0      |

Platzierungskriterien: 1. Punkte – 2. Siege – 3. Direkter Vergleich (Punkte, Tordifferenz, geschossene Tore) – 4. Tordifferenz – 5. geschossene Tore

## Zone Ost
Die Spiele fanden in Qaraghandy statt.
| Pl. | Verein                  | Sp. | S | U | N | Tore    | Diff. | Punkte |
| --- | ----------------------- | --- | - | - | - | ------- | ----- | ------ |
| 1.  | Nascha Kampanija Aqmola | 4   | 3 | 1 | 0 | 007:400 | +3    | 10     |
| 2.  | Traktor Pawlodar 1      | 4   | 1 | 1 | 2 | 010:100 | ±0    | 04     |
| 3.  | RGSO Qaraghandy         | 4   | 1 | 0 | 3 | 007:100 | −3    | 03     |

Platzierungskriterien: 1. Punkte – 2. Siege – 3. Direkter Vergleich (Punkte, Tordifferenz, geschossene Tore) – 4. Tordifferenz – 5. geschossene Tore

## Zone Süd
Die Spiele fanden in Taldyqorghan statt.
| Pl. | Verein                | Sp. | S | U | N | Tore    | Diff. | Punkte |
| --- | --------------------- | --- | - | - | - | ------- | ----- | ------ |
| 1.  | FK Qairat Almaty II   | 4   | 4 | 0 | 0 | 021:200 | +19   | 12     |
| 2.  | Kainar Taldyqorghan   | 4   | 1 | 0 | 3 | 008:100 | −2    | 03     |
| 3.  | Schetissu Promservice | 4   | 1 | 0 | 3 | 002:190 | −17   | 03     |

Platzierungskriterien: 1. Punkte – 2. Siege – 3. Direkter Vergleich (Punkte, Tordifferenz, geschossene Tore) – 4. Tordifferenz – 5. geschossene Tore

## Aufstiegsrunde
| Pl. | Verein                  | Sp. | S | U | N | Tore    | Diff. | Punkte |
| --- | ----------------------- | --- | - | - | - | ------- | ----- | ------ |
| 1.  | Ferro Aqtöbe            | 4   | 4 | 0 | 0 | 010:300 | +7    | 12     |
| 2.  | Uralez Oral             | 4   | 2 | 0 | 2 | 009:500 | +4    | 06     |
| 3.  | FK Qairat Almaty II     | 4   | 1 | 1 | 2 | 007:700 | ±0    | 04     |
| 4.  | Nascha Kampanija Aqmola | 4   | 1 | 1 | 2 | 009:110 | −2    | 04     |
| 5.  | Kainar Taldyqorghan     | 4   | 1 | 0 | 3 | 007:160 | −9    | 03     |

Platzierungskriterien: 1. Punkte – 2. Siege – 3. Direkter Vergleich (Punkte, Tordifferenz, geschossene Tore) – 4. Tordifferenz – 5. geschossene Tore